# 強制檢測公告

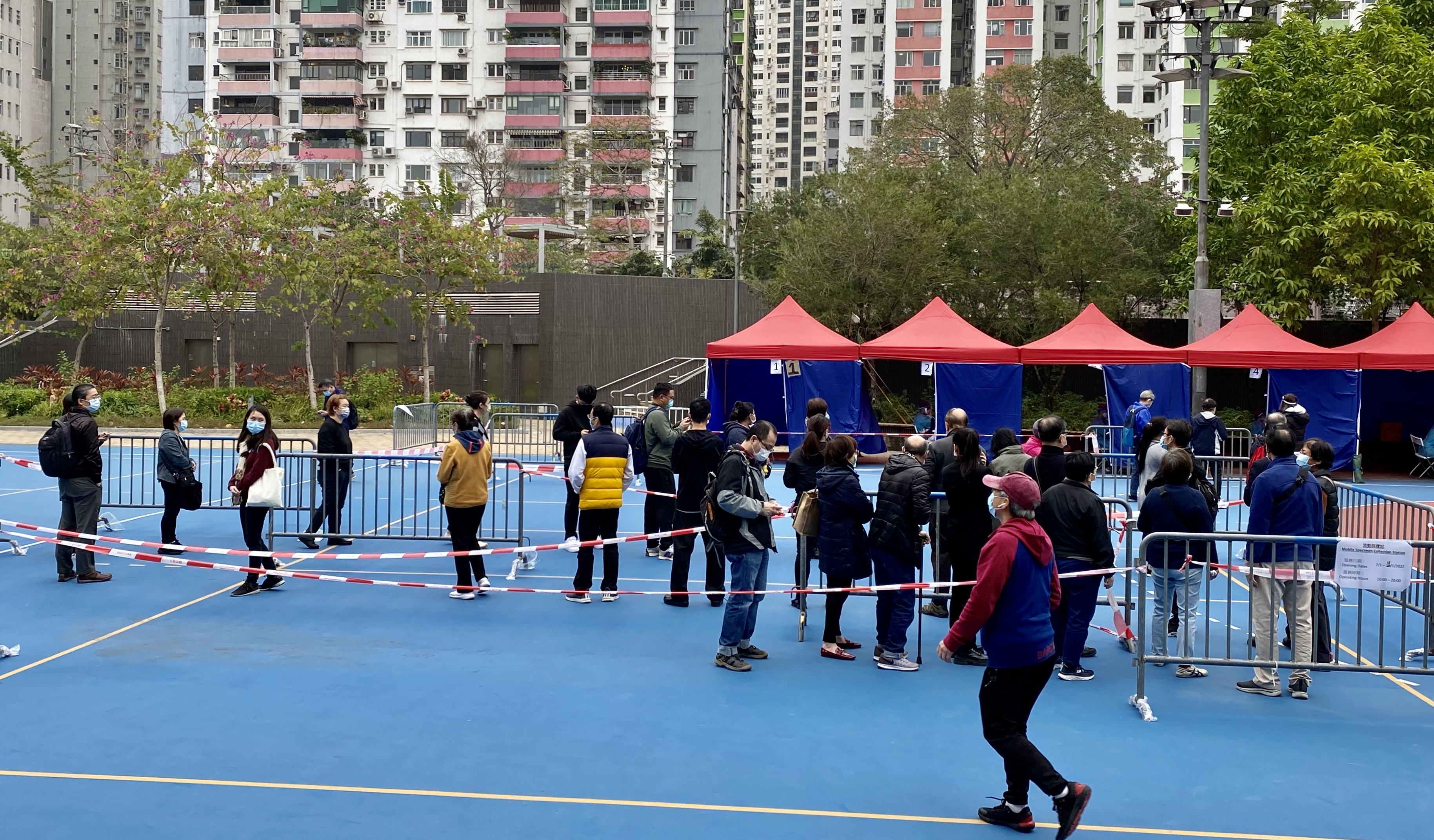
2022年1月14日，大批市民到铜锣湾维多利亚公园流动检测站，接受强制病毒检测

強制檢測公告（英語：Compulsory Testing Notice）為在2019冠狀病毒病香港疫情中，香港政府應對應疫情而指明屬某類別或描述的人士接受2019冠狀病毒病的檢測。政府可透過刊憲刊登公告，強制在疫情爆發時於特定處所工作或生活的人、特定職業的人，以及臨近完成強制檢疫的抵港人士，接受病毒檢測。另外，政府亦可指明於一段不超過14天的時間內，私家醫生如懷疑某人已感染新型冠狀病毒，可發出書面指示，要求病人接受病毒檢測。強制特定群組接受病毒檢測。 
由2021年5月至9日，除抵港人士以外或非涉及變種病毒株的個案的需強制檢測人士如已經完成2019冠狀病毒病疫苗接種，會獲視為已遵從強制檢測公告的規定，即不需進行強制檢測。
由2021年9月8日開始，任何受強制檢測公告人士必須到流動採樣站、社區檢測中心或認可本地醫療檢測機構進行專業拭子採樣檢測。
指明地方的強制檢測公告曾經在2022年2月25日至3月21日疫情高峰期停用，不過政府到同年3月22日再次發出相關公告。到同年3月28日更提高罰則要求，最高可被判處罰款25,000元及監禁六個月。
隨著政府在2022年12月28日宣佈取消大部份防疫措施，每日就住宅樓宇發出的強制檢測公告亦隨之全面停止發出。

## 特定群組及處所之強制檢測
隨著第四波疫情在2020年11月15日開始在歌舞群組爆發，部份曾有確診個案的跳舞學校及酒樓成為首批被到入強制檢測公告的指定場所。為了盡快切斷社區傳播鏈，政府在12月29日決定擴大「須檢必檢」的範圍。如大廈過去14日內有兩個或以上單位出現無關連確診個案，會被納入第599J章下的強制檢測公告，過去14日曾身處相關大廈的人士須接受強制檢測。
而由於2021年1月九龍油麻地（尤其官涌及渡船角一帶）在短時間內出現多宗確診個案，政府在1月15日決定在劃入指定區域（介乎彌敦道、甘肅街、渡船街及佐敦道之間區域，稱為「佐敦指定區域」）作強制檢測範圍，進行更進一步的「須檢必檢」行動，除了已因有兩個或以上單位出現無關連確診個案而被納入強制檢測範圍的大廈外，如指定區域內的大廈過去14日內有一個單位出現一宗或以上的確診個案（包括源頭不明或與早前個案相關），或大廈污水樣本連續接近三日對病毒呈陽性結果，亦會被納入第599J章下的強制檢測公告。隨後亦從深水埗、油麻地及紅磡劃入多個指定區域。同時有需要時更會在指定區域內，劃出核心區域，該區域內的全部大廈或構築物不論是否有確診個案，均會被納入強制檢測公告。
2021年2月1日起，政府宣佈收緊全港所有住宅大廈（包括商住兩用）納入強制檢測公告的準則，只要全幢大廈出現一宗或以上的源頭不明確診個案，或大廈污水樣本對病毒呈陽性結果，均納入強制檢測公告。此外，若工作場所出現兩宗確診個案亦須納入強制檢測。隨後於2月6日宣佈再收緊準則，全幢大廈出現一宗或以上確診個案（不論是否有源頭），會納入強制檢測公告，即與「指定區域」準則一致。而大廈污水樣本對病毒呈陽性結果及工作場所準則維持不變。再於2月27日收緊工作場所納入強制檢測公告的準則，只要出現一宗或以上確診個案就須納入強制檢測。3月31日起住宅大廈納入強制檢測公告準則增加有其他因素顯示可能存在感染風險。
如確診個案經同一大廈強制檢測發現，或與早前確診個案同住，有關住宅大廈則不會再被納入公告中。
因應2021年3月爆發健身室群組，多間曾有確診個案到訪的健身室亦納入公告，而全港的健身室員工亦需強制檢測。
2022年第五波疫情期間，由於多幢大廈出現確診導致檢測需求接近飽和，政府於2月11日起表示倘大廈只有零星確診個案將不納入強制檢測公告。
隨著快速測試套裝普及並獲廣泛使用，以及政府需集中資源加快整體檢驗工作，政府於2月25日宣佈當日起向傳染風險較高的地點（例如出現多個案例的樓宇和食肆等）相關員工、居民等會獲派快速測試套裝自行檢測，取代以往就指明地方發出強制檢測公告的安排；此外，圍封檢測行動後續的強制檢測規定會改為讓居民進行快速測試。隨後政府在3月22日起恢復就指明地方發出強制檢測公告，而需檢測人士若三個月內曾經檢測呈陽性結果（包括衞生署已記錄的核酸檢測陽性個案，以及已向衞生署申報的自行快速抗原測試陽性個案）無須再接受檢測。同年12月28日宣佈全面停止每日就住宅樓宇發出的強制檢測公告。惟實際上在12月24日至27日（聖誕假期）已沒有發出，最後一次發出相關公告是在12月23日。

## 發出限制與檢測宣告
政府在較多確診個案的建築物向市民免費派發樣本瓶，惟鑑於部份獲發樣本瓶市民於未有檢測結果前仍舊外出，甚至搬離住所，以致病毒可能在其他地區傳播，故行政會議在2020年12月8日修訂規例，賦權食物及衞生局局長可透過發出限制與檢測宣告（俗稱「封區」），要求有關人士必須逗留在該處所，直至所有有關人士已完成檢測而有關檢測結果已獲確定，方可離開。該修訂在翌日生效。有關圍封情況參考限制與檢測宣告#行動。 

## 執行強制檢測公告
為執行強制檢測公告，民政事務處聯同警務處和醫療輔助隊不定期會到部份被納入強制檢測公告的住宅進行執法行動。下列行動不包括同時發出限制與檢測宣告的大廈。

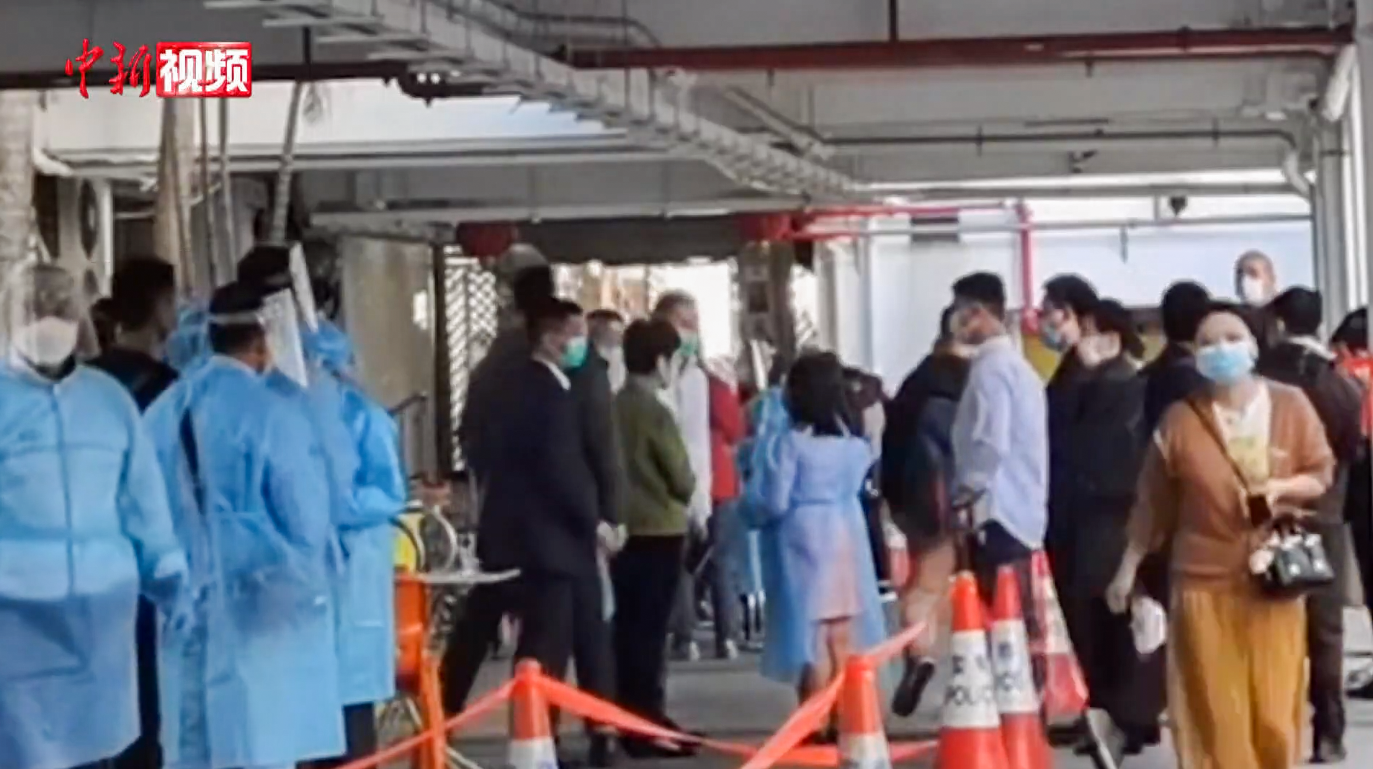
2020年12月24日上午，特首林郑月娥前往沙田乙明邨视察强制检测情况，但象徵式逗留了10分鐘便離開

2020年12月24日清晨5時55分，政府宣佈由早上6時起，沙田乙明邨明恩樓約3,100名住客未能出示新冠病毒檢測陰性結果手機短訊將不得外出，否則即屬違法。而沙田民政事務處聯同田心警署、醫療輔助隊、香港房屋協會等跨部門人員在明恩樓外拉起封鎖線，並搭建臨時檢查站。除正門外，其餘9個出入口已被警員封閉。結果讓大批居民一度被困大廈內，並導致有上班的人士遲到，甚至被迫請假停工。而政府在附近的球場設立的流動採樣亭，大批居民等候檢驗。居民和區議員對政府的行動感到不滿。有居民指上星期曾參與的政府強制檢測，但到早上仍未收到檢測結果，認為安排非常混亂和無所適從，並批評官員是「做騷」。當局也不准許已完成檢測的街坊離開，是不合理的安排。專家批評政府執行「封樓令」倉卒、系統混亂。而民政事務總署發言人回應指，相關的執法行動得到衞生署支持，也感謝明恩樓居民合作。行動在一天後結束，政府表示共檢查超過1900名居民的檢測報告，其中有76人違反強制檢測要求。

## 批評
被要求強制檢測的市民批評有關檢測需要進行多次，而每次都要大排長龍，有人表示排隊達3小時仍然需要等候，有長者大呻「好辛苦」；有市民形容為飽受折磨的措施，擔心「老人、小孩、傷殘無病都排到有病」，而且實施至今超過一年已經浪費大量公帑。

## 外部連結
- 2019冠狀病毒病專題網站 - 對若干人士強制檢測 （页面存档备份，存于）
- 新型冠狀病毒感染本地情況互動地圖 （页面存档备份，存于）
- 電子版香港法例 - 第599J章 《預防及控制疾病(對若干人士強制檢測)規例》 （页面存档备份，存于）